# Rathmannsdorf
 (mai 2014).
Si vous disposez d'ouvrages ou d'articles de référence ou si vous connaissez des sites web de qualité traitant du thème abordé ici, merci de compléter l'article en donnant les références utiles à sa vérifiabilité et en les liant à la section « Notes et références ».
Rathmannsdorf est une commune de Saxe (Allemagne), située dans l'arrondissement de Suisse-Saxonne-Monts-Métallifères-de-l'Est, dans le district de Dresde et à deux kilomètres de Bad Schandau.

## Géographie

Localisation de Rathmannsdorf

La ville est le plus haut point du plateau de Bad Schandau, à 200 mètres d'altitude.

## Histoire
La ville est mentionnée pour la première fois dans un document de 1443.

## Personnalités
C'est la ville du comte Johann Ludwig Lutz Schwerin von Krosigk, né le 22 août 1887 à Rathmannsdorf, décédé le 4 mars 1977 à Essen, est un homme politique allemand. Fonctionnaire, il intègre l'administration du Reich en 1919 et mène à partir de cette date une carrière de haut fonctionnaire et de ministre qu'il termine comme chef du gouvernement du Reich après le suicide de Hitler le 30 avril 1945, puis celui de Goebbels.